# Boloria epithore
Espèce
Boloria epithore est une espèce de lépidoptères de la famille des Nymphalidae et de la sous-famille des Heliconiinae.

## Dénomination
L'espèce Boloria epithore a été décrite en 1864 par William Henry Edwards sous le protonyme Argynnis epithore.
Synonyme : Clossiana epithore (Edwards, 1864).

### Noms vernaculaires
Boloria epithore se nomme en anglais Western Meadow Fritillary et Pacific Fritillary.

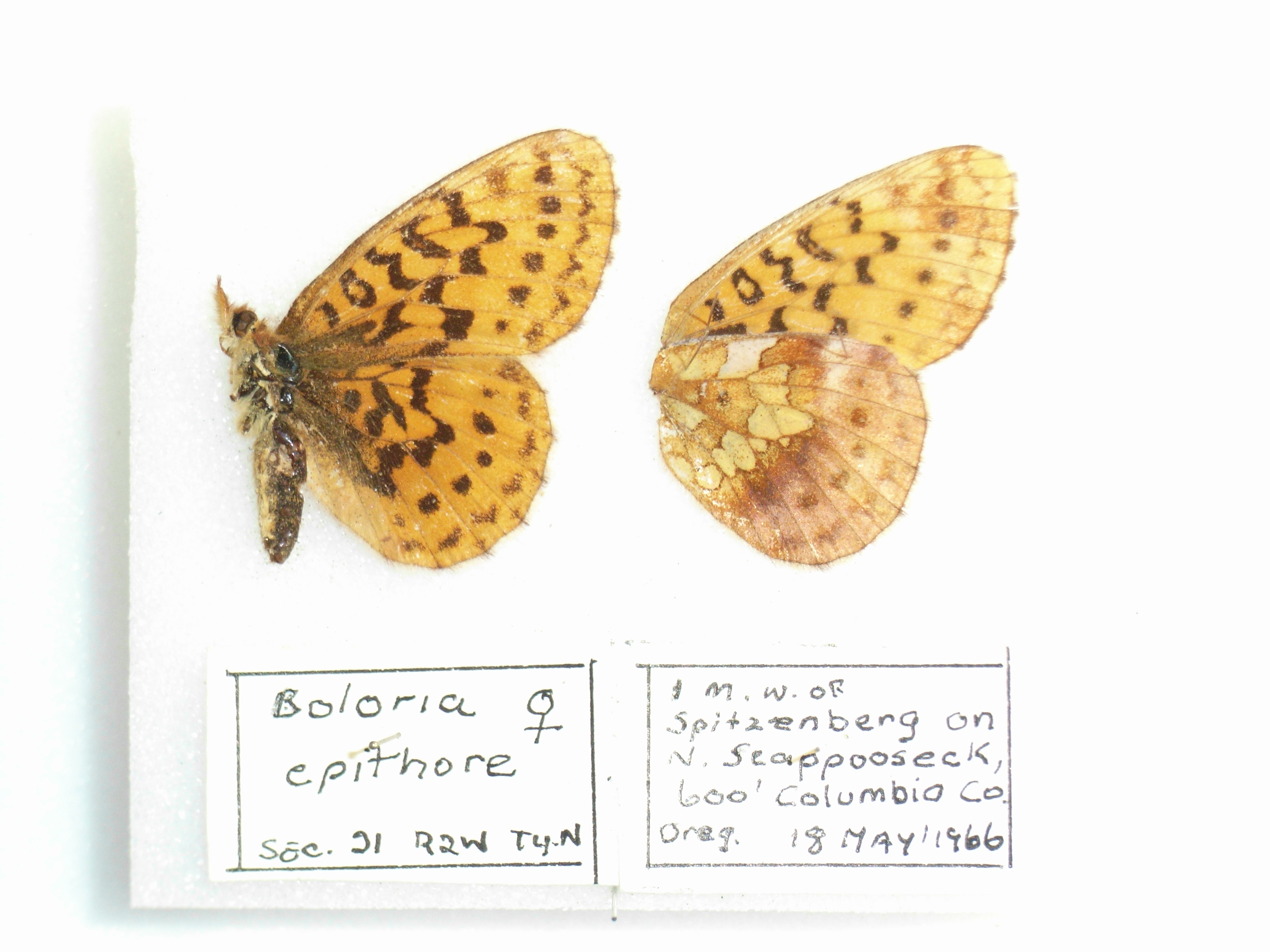
Boloria epithore dessus et revers.

### Sous-espèces
- Boloria (Clossiana) epithore epithore  en Californie.
- Boloria (Clossiana) epithore chermocki (E. & S. Perkins, 1966) en Oregon.
- Boloria (Clossiana) epithore sierra (E. Perkins, 1973) en Californie.
- Boloria (Clossiana) epithore uslui (Koçak, 1984) en Colombie-Britannique[1].

## Description
C'est un papillon au dessus orange orné de discrets dessins de couleur marron, avec une minime suffusion basale marron aux postérieures.
Le revers possède la même ornementation aux antérieures et une ornementation de taches basales nacrées dans la partie basale des postérieures.

### Chenille
Elle est de couleur grise, striée de noir et ornée d'une ligne rouge.

## Biologie

### Période de vol et hivernation
Il vole en une génération en juin juillet.

### Plantes hôtes
Ses plantes hôtes sont des Viola, Viola adunca, Viola glabella, Viola nephrophylla,  Viola ocetllata et Viola sempervirens.

## Écologie et distribution
Boloria epithore  réside sur la côte atlantique du nord de l'Amérique du Nord, il est présent du Yukon à la Californie, en Colombie Britannique, dans l'est et le sud de l'Alberta et du Montana et en Californie,. Il est sur tout abondant dans le sud de la Colombie Britannique et le sud-ouest de l'Alberta.

### Biotope
C'est un papillon des zones boisées, des clairières en montagne.

### Protection
Pas de statut de protection particulier.